# Пісківська сільська рада (Юргамиський район)
Піскі́вська сільська рада (рос. Песковский сельский совет) — сільське поселення у складі Юргамиського району Курганської області Росії.
Адміністративний центр — село Піски.
Населення сільського поселення становить 292 особи (2017; 371 у 2010, 534 у 2002).

## Склад
До складу сільського поселення входять:
| Населений пункт   | Населення, осіб (2002) | Населення, осіб (2010) |
| ----------------- | ---------------------- | ---------------------- |
| Піски, село       | 427                    | 275                    |
| Вишнева, присілок | 107                    | 96                     |